# Montepuez
Montepuez es una villa y también uno de los dieciséis distritos que forman la provincia de Cabo Delgado en la zona septentrional de Mozambique, región fronteriza con Tanzania , a orillas del lago Niassa y región costera en el Océano Índico.
Su capital se encuentra en la ciudad homónima.

## Características
Limita al norte con el distrito de Mueda, al oeste con los distritos de Marrupa y Mecula, de la provincia de Niassa, al sur con Balama, Chiúre y Namuno y al este con Ancuabe y Meluco.
Tiene una superficie de 15.871 km² y según datos oficiales de 1997 una población de 149.181 habitantes, lo cual arroja una densidad de 9,4 habitantes/km².

## División administrativa
Este distrito, formado por diez localidades, se divide en cinco puestos administrativos (posto administrativo), con la siguiente población censada en 2005:
- Montepuez, sede, 70 541.
- Mapupulo, 49 510 (Mputo y Massingir).
- Mirate, 38 909 (Chipembe, Mararange y Unidade).
- Nairoto, 6 708 (Nacocolo).
- Namanhumbir, 20 809 (M´Pupene).